# Hanken Schwedische Handelshochschule

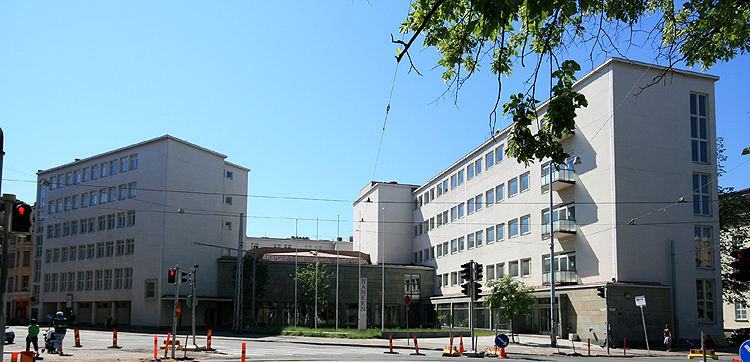
Hanken Campus in Helsinki

Hanken Svenska handelshögskolan (schwedisch) oder Hanken School of Economics (englisch), kurz Hanken ist eine dreifach akkreditierte schwedischsprachige Wirtschaftsuniversität im zweisprachigen Finnland mit den Standorten Helsingfors (finnisch Helsinki) und Vasa (Vaasa). Die Universität wurde 1909 unter dem Namen Högre Svenska Handelsläroverket (etwa „Höhere schwedisch(sprachig)e Handelslehranstalt“) gegründet und 1927 in Svenska handelshögskola („Schwedisch(sprachig)e Handelshochschule“) umbenannt.

## Einrichtungen
Hanken bedient in Forschung und Lehre fünf verschiedene Fachgebiete: Rechnungswesen und Handelsrecht, Volkswirtschaft, Finanzwesen und Statistik, Unternehmensführung und Organisation, und Marketing. Die Universität betreibt auch ein Zentrum für Sprachen und Business-Kommunikation.

## Lehre
Im schwedischsprachigen Zweig bietet die Universität aktuell zehn verschiedene Studiengänge an.
Im englischsprachigen Zweig werden aktuell sechs verschiedene zweijährige Master-Programme angeboten (Business and Management, Corporate Governance, Economics, Finance and Accounting, Intellectual Property Law, General Management).
Hanken bietet PhD-Studiengänge für alle Hauptfächer an. Ein PhD-Studium dauert typischerweise zwischen drei und vier Jahren. Ungefähr ein Jahr wird für die lehrende Tätigkeit aufgewendet.
Das Hanken-MBA-Programm ist ein akkreditiertes Exekutiv-MBA-Programm. Das Programm hat vier Schwerpunktbereiche: „Strategy & Leadership“, „Service & Solutions“, „Strategic Finance & Controlling“ und „Processes & Enablers“. Seit 2008 ist das Programm AMBA-zertifiziert.
Hanken bietet im Rahmen des “Hanken & SSE Executive Education” Programm maßgeschneiderte Lösungen für Unternehmens- und Managementfortbildungen an. Die Initiative wurde 2005 in Kollaboration mit der Stockholm School of Economics gegründet.

## Studentenaustausch
Hanken verfügt über Beziehungen zu 105 Partneruniversitäten. Darüber hinaus ist Hanken die einzige finnische Wirtschaftsuniversität, die im schwedischsprachigen Zweig ein obligatorisches Auslandssemester im Curriculum verankert hat. Jedes Jahr gehen ca. 100 Studenten ins Ausland, während Hanken ca. 150 Studenten aufnimmt. Im deutschsprachigen Raum des folgende Partneruniversitäten, u. a.: EBS Universität für Wirtschaft und Recht, Freie Universität Berlin, Goethe-Universität Frankfurt am Main, HHL Leipzig Graduate School of Management, Humboldt-Universität Berlin, Karlsruher Institut für Technologie, LMU München, Universität Mannheim, Universität Münster, RWTH Aachen.

## Forschung
Hanken ist in grundlegender und angewandter Forschung sowie in der Übernahme von Forschungsaufträgen aktiv. Dies geschieht für die Periode zwischen August 2013 und Juli 2018 in den folgenden Schwerpunktbereichen:
- Volkswirtschaftslehre
- Finanzwirtschaft
- Unternehmensführung und Organisation
- Marketing

### Forschungs- und Kompetenzzentren
Die Forschungs- und Kompetenzzentren an der Universität fördern die Lehre, koordinieren die Forschung und bieten verschiedene Weiterbildungsprogramme an.
- CEFIR – Zentrum für Finanzwirtschaftliche Forschung
- CERS – Zentrum für Relationship Marketing und Service Management
- CIEL – Zentrum für internationales Wirtschaftsrecht
- HCCG – Hanken Zentrum für Corporate Governance
- HECER – Zentrum für ökonomische Forschung Helsinki
- HUMLOG Institute – Institut für humanitäre Logistik und Supply Chain Management
- IPR University Centre – Zentrum für geistige Eigentumsrechte
- Lingua Hanken – Sprachzentrum

## Bekannte Absolventen
- Hans Wind (1919–1995)
- Elisabeth Rehn (* 1935)
- Henrik Lax (* 1946)
- Christian Grönroos (* 1947)
- Mikael Lilius (* 1949)
- Björn Wahlroos (* 1952)
- Harry Harkimo (* 1953)
- Niklas Savander (* 1962)
- Anne-Catherine Berner (* 1964)
- Jan Vapaavuori (* 1965)
- Petri Kokko (* 1966)
- Carl Haglund (* 1979)

## Akkreditierungen

### EQUIS
EQUIS Das European Quality Improvement System ist ein internationales Programm für die Akkreditierung von europäischen Wirtschaftshochschulen. Hanken erhielt die Akkreditierung im Jahr 2000. Die Akkreditierung wurde seitdem mehrfach erneuert. Der Akkreditierungsprozess stellt sicher, dass Hanken die höchsten Standards, sowohl in der Forschung als auch in der Lehre, in der Beziehung zur lokalen Wirtschaft und als Institution zur Förderung der Internationalisierung erfüllt.

### AMBA
Hanken hat die AMBA-Akkreditierung im Jahr 2008 für das Hanken-MBA-Programm erhalten. Die Akkreditierung stellt sicher, dass Hanken die höchsten Standards für MBA-Programme erfüllt.

### AACSB
Hanken hat im November 2015 die AACSB-Akkreditierung erhalten und gehört seitdem zu den „Triple-Crown“ – Wirtschaftsuniversitäten.

## Studentenvereinigung
Die Studentenvereinigung trägt den Namen “Svenska Handelshögskolans Studentkår” („SHS“; zu Deutsch: Studentenkorps der Schwedischen Handelshochschule) und wurde 1909 unter dem Namen Kamratföreningen Niord gegründet. Sie vertritt als öffentliche Körperschaft die Interessen der Studenten gegenüber der Universität. Heute besteht die Studentenvereinigung aus ca. 2000 Mitgliedern.